# 청하군
| Daedongyeojido (Gyujanggak) 16-01.jpg |  |
|                                       |  |

청하군(淸河郡)은 현재의 경상북도 포항시 북구 일부를 관할하던 옛 행정 구역이다. 1914년에 영일군에 편입되어 폐지되었다.

## 역사
- 고구려의 아혜현(阿兮縣)이었다.
- 757년 해아현(海阿縣)으로 개칭하고 유린군(有隣郡)의 영현이 되었다.
- 고려 태조 13년(930년) 청하현으로 개칭하였고, 현종 9년(1018년)에 경주의 속현이 되었다.
- 조선 태조 원년(1392년) 감무를 파견하여 주현으로 승격하였다.
- 1895년 23부제 시행으로 안동부 청하군이 되었다가, 이듬해 경상북도 청하군이 되었다.
- 1906년 경주군 죽장면을 죽남면과 죽북면으로 분면하여 편입하였다. 이때 영천군의 월경지였던 입암봉대(立巖烽臺)가 청하에 편입되었다.
- 1914년 3월 1일 영일군에 편입되어 폐지되었다.

| 조선총독부령 제111호  |             |                                                                                |
| 구 행정구역           | 신 행정구역 | 신 행정구역                                                                    |
| 청하군 현내면(縣內面) | 청하면      | 덕성리, 미남리, 방어리, 용두리, 월포리, 필화리                                 |
| 청하군 서면(西面)     | 청하면      | 명안리, 상대리, 서정리, 유계리, 청계리, 하대리                                 |
| 청하군 동면(東面)     | 청하면      | 고현리, 소동리, 신흥리, 이가리, 청진리                                         |
| 청하군 북면(北面)     | 송라면      | 대전리, 중산리, 지경리, 화진리                                                 |
| 청하군 내북면(內北面) | 송라면      | 광천동, 덕천동, 방석동, 조사동, 하송동, 상송동                                 |
| 청하군 죽남면(竹南面) | 죽남면      | 입암리, 침곡리, 감곡리, 일광리, 상옥리, 가사리, 정자리, 지동리, 하옥리, 매현리 |
| 청하군 죽북면(竹北面) | 죽북면      | 방흥리, 현내리, 두마리, 봉계리, 월평리, 합덕리, 석계리, 상사리, 하사리         |

## 공공 기관
- 청하현 동헌(東軒) : 현재 청하초등학교 소재지 인근에 위치하였음 (포항시 북구 청하면 덕성리 327)
- 청하현 객사(客舍) : 위와 같음 (현재 청하초등학교 교사 지점에 위치)
- 청하현 향교(鄕校) : 현존 (포항시 북구 청하면 덕성리 190)
- 송라역(松蘿驛) 역사(驛舍) : 송라도(松羅道) 찰방 소재지 (현재 청하면 북쪽인 송라면 하송리에 위치하였음)

## 같이 보기
- 청하면
- 포항시
- 경상도
- 경상북도